# 吳如愚
吳如愚（?—?），字子發，临安府钱塘县（治今杭州市）人。
生于南宋孝宗乾道三年（1167）正月，“甫弱冠，于诸子百家靡不究竟”，对《易》最用功。早年以父蔭補承信郎（从九品），经吏部铨试合格，被任命为福州连江县监税。再調常熟犒赏酒库所监，“尽改异时苛琐之政，课入由是整办”。後以母老為由，解職歸里，“往居城西别墅，凝然寂然，未逾月，顿有所悟。自是留心清静寂灭之教，凡三四年”，再回歸儒家，以孔子為師。南宋理學發達，但於“天理”與“人欲”不能調和，如愚則主張克制私情，並节制情欲，“如是，则天理人欲合而为一，于道斯为得矣。”嘉熙二年（1238），丞相喬行簡奏薦授承信郎，差充祕閣校勘，如愚連上三疏辭免，特轉秉義郎。因不善理財，晚年貧苦，不改其志。淳祐四年（1244）五月卒。著有《准斋杂说》，清代已佚，清初修《四库全书》时从《永乐大典》中辑出2卷。